# Uremovići
Uremovići este un sat din comuna Pljevlja, Muntenegru. Conform datelor de la recensământul din 2003, localitatea are 106 locuitori (la recensământul din 1991 erau 89 de locuitori).

## Demografie
În satul Uremovići locuiesc 80 de persoane adulte, iar vârsta medie a populației este de 37,8 de ani (36,9 la bărbați și 38,5 la femei). În localitate sunt 26 de gospodării, iar numărul mediu de membri în gospodărie este de 4,08.
Această localitate este populată majoritar de sârbi (conform recensământului din 2003).
|  |

| Demografie | Demografie | Demografie |
| An         | Locuitori  | Locuitori  |
| ---------- | ---------- | ---------- |
|            |            |            |
|            |            |            |
|            |            |            |
|            |            |            |
| 1948       | 158        |            |
| 1953       | 127        |            |
| 1961       | 123        |            |
| 1971       | 118        |            |
| 1981       | 118        |            |
| 1991       | 89         | 88         |
| 2003       | 107        | 106        |

| \| Componența etnică conform recensământului din 2003[2] \| Componența etnică conform recensământului din 2003[2] \| Componența etnică conform recensământului din 2003[2] \| Componența etnică conform recensământului din 2003[2] \| Componența etnică conform recensământului din 2003[2] \| \| ----------------------------------------------------- \| ----------------------------------------------------- \| ----------------------------------------------------- \| ----------------------------------------------------- \| ----------------------------------------------------- \| \| \| \| \| \| \| \| Sârbi \| Sârbi \| \| 74 \| 69,81% \| \| Muntenegreni \| Muntenegreni \| \| 30 \| 28,3% \| \| necunoscută \| necunoscută \| \| 0 \| 0% \| |              |  |    |        |
| Componența etnică conform recensământului din 2003 |              |  |    |        |
| |              |  |    |        |
| Sârbi | Sârbi        |  | 74 | 69,81% |
| Muntenegreni | Muntenegreni |  | 30 | 28,3%  |
| necunoscută | necunoscută  |  | 0  | 0%     |